# Giuseppina Baldassarre-Tedeschi
Giuseppina Baldassarre-Tedeschi   (Trani, 28 d'octubre de 1881 - Roma, 30 d'abril de 1961) fou una soprano italiana.
Va tenir com a professores de cant Brambilla Ponchielli i Anna Vestri en el Liceo Musicale Rossini de Pesaro. També va estudiar amb Rosina Storchi, que va ser la primera intèrpret de Cio-Cio-San de Madama Butterfly, de Puccini, paper en el qual Baldassare-Tedeschi va destacar i va ser el seu preferit. Va debutar el desembre de 1905 al Teatro Coccia de Novara amb el paper protagonista de l'òpera Iris, de Pietro Mascagni. El gener de 1908, en el Teatro Real de Madrid va cantar Manon, de Puccini; Henri VIII, de Camille Saint-Säents i La Walkiria, de Wagner i el maig del mateix any va obtenir el primer contracte important per al Gran Teatre del Liceu de Barcelona per cantar Manon de Massenet al costat del tenor Garbín. El gener de 1923 va actuar de nou al Liceu, on va interpretar la protagonista de l'òpera Tosca, de Puccini. Fora d'Itàlia, a més de les actuacions a Barcelona i Madrid, en la seva cronologia hi ha registrades actuacions a Lisboa, La Corunya i Budapest.
Es va retirar dels escenaris el 1930, però un any més tard va acceptar cantar a Torí, en l'emissió de ràdio de l'estrena de Cuore di Wanda de Carmine Guarino.
De 1936 a 1938 va ser professora de cant a l'Acadèmia de Santa Cecília de Roma i entre els seus alumnes hi hagué Adriana Guerrini, Pia Tassinari, Licia Albanese i Stella Roman.